# Susanne Schäfer (Autorin)
Susanne Fajiron Schäfer, Pseudonym Suzie Mc Coy, (* 18. November 1966 in Düsseldorf) ist eine deutsche Autorin.

## Leben
Susanne Schäfer absolvierte nach dem Abitur (1985) eine Ausbildung als Feinoptikerin und arbeitete anschließend für ein Jahr bei Jos. Schneider Optische Werke als Linsenkontrolleurin. 1989 bis 1990 leistete sie freiwillige Sozialarbeit in Norwegen. Von 1990 bis 2000 arbeitete sie wiederum als Feinoptikerin.
Susanne Schäfer zeigte seit ihrer Kindheit autistische, motorische und schlafmedizinische Auffälligkeiten, was zur Vermutung eines post-enzephalitischen Syndroms führte. Nach einer zehnjährigen medizinischen Suche, während der sie 1992 u. a. die Diagnose Autismus erhielt, wurden 1996 Narkolepsie und eine schwere Störung im circadianen Schlaf-Wach-Rhythmus diagnostiziert. 1998 wurde der Verdacht auf ein Parkinson-Syndrom geäußert und eine medikamentöse Therapie mit L-Dopa begonnen. Sie bezeichnet sich seit 2002 als von der Parkinson-Krankheit geheilt. Die Heilung wurde laut eigenen Aussagen durch einen Kundalini-Effekt erreicht. Laut Einschätzung von Geert Mayer beständen bei der Autorin auch keinerlei Anzeichen eines wie auch immer gearteten Autismus mehr, wenn sie ihren eigenen Tag-Nacht-Rhythmus einhalten würde.
Schäfers erstes Buch Sterne, Äpfel und rundes Glas erschien zunächst 1996 in Schweden (Stjärnor, linser och äpplen), 1997 auch auf Deutsch. Es behandelt das Thema Autismus autobiografisch. Ihre weiteren Publikationen behandeln u. a. die Themen Narkolepsie und Parkinson. Seit 2001 ist sie als freischaffende Autorin tätig und hält Vorträge, Seminare und Workshops im In- und Ausland. Ihre Erfahrungen als Knochenmarkspenderin für einen Jungen aus dem Nahen Osten verarbeitete sie in dem Buch Menschheits-Geschwister. Eine Suche jenseits aller Grenzen, in dem sie sich für die Überwindung von Nationalitäts- und Religionsgrenzen einsetzt. In Fajirons Sternenwanderung begibt sie sich auf die Suche nach ihrer Identität und Lebensaufgabe und befasst sich mit dem Thema „Sternensaaten“.

## Auszeichnung
- 2002: Stiftungspreis der Hilde-Ulrichs-Stiftung für Parkinsonforschung[2]

## Veröffentlichungen
- Sterne, Äpfel und rundes Glas. Verlag Freies Geistesleben, Stuttgart 1997, ISBN 978-3-7725-1814-0.
- Die „Schlafkrankheit“ Narkolepsie.  Verlag Freies Geistesleben, Stuttgart 1998, ISBN 3-7725-1744-7.
- Die juvenilen und Young-onset-Parkinson-Syndrome. Verlag für Wissenschaft, Forschung und Technik, Wermelskirchen 2001, ISBN 3-929095-14-9.
- Narkolepsie im Kindesalter, spezielle Symptomatik und Verlauf, diagnostische und psycho-soziale Aspekte, therapeutische Fragen und Möglichkeiten. Deutsche Narkolepsie-Gesellschaft, Kassel 2001, DNB 97908024X
- Mittler zwischen Hirn und Händen.  Verlag Freies Geistesleben, Stuttgart 2006, ISBN 978-3-7725-1815-7.
- Menschheits-Geschwister. Glaré Verlag, Frankfurt am Main 2009, ISBN 978-3-930761-69-2.
- Fajirons Sternenwanderung. Glaré Verlag 2017, ISBN 978-3-930761-93-7.
- Das wichtigste Loch der Welt. Glaré Verlag 2018, ISBN 978-3-930761-96-8.
- Die Geringsten unter uns oder Tauben sind zum Küssen da. Verlag SchumacherGebler Dresden 2019, ISBN 978-3-941209-69-5.[7]
- Die Pfandsammler vom Olymp. Mord im Dauercampermilieu. Verlag SchumacherGebler Dresden 2020. ISBN 978-3-941209-63-3
- Cofluenza 33 oder Die Gier nach der Immunität. Verlag SchumacherGebler Dresden 2021. ISBN 978-3-941209-71-8.